# 琳派墨絵保存倶楽部
琳派墨絵保存倶楽部（りんぱすみえほぞんくらぶ、英語では「Rimpa Sumie Heritage Club」と表記。）は、東京都港区の水墨画と日本画を教える団体。

## 沿革
2014年に創業を開始した。
当初の団体名は、「琳派墨絵倶楽部」(英記名：RIMPA SUMIE CLUB)で、2020年に現在の名称に変更した。

## 設立概要
江戸時代の画家、酒井抱一の身内にのみ伝来していた琳派の画法を受け継ぐ、酒井抱道(雨華庵6世を名乗っていた)の指導の下に研鑽を重ねた代表者が主宰。
抱道は南大谷中学校の校長を務めており、退職後に父兄を集め、琳派の水墨画と日本画の研究をする有志団体を興した。その団体は後に有志により「竹琳会」と名称された。
「琳派墨絵保存倶楽部」代表者は同中学校の生徒で、抱道より直接指導を受ける。その後、「竹琳会」から派生した、元「竹琳会」の教え子からなるいくつかの団体における琳派の画法の研究を経て、「琳派墨絵倶楽部」ができあがった。
倶楽部の理念は、日本で発展した水墨画特有の技法「付け立て」画法による水墨画の技法を保持することと、それを教育し発展させること。「付け立て」画法の教授を通して、画材道具などの伝統分野産業の活性化を図ることを掲げている。そのため、留学生や観光客などとも積極的に交流している。

## 活動
当初は、外国人向けの水墨画講習に特化しており、主に週末のみの活動であった。
2014年に2回、2015年に1回の外国人留学生向けのワークショップを開催。
2016年からは世田谷区内で活動を本格化し、周囲の要望に応える形で同年3月に日本画の一日講座を開始した。日本画の講座を開講したのはこれが初めてで、好評を得て、カルチャーセンター（イオンカルチャークラブ）からも琳派の日本画クラス開講の希望を伺い、同年9月に開講。また同年5月、世田谷区の仏教寺院である、大吉寺での定期的な水墨画講座、一橋大学での水墨画ワークショップも開催。
同年Airbnbから直々に旅行客向けのクラス開講の希望を伺い、水墨画の1日講座を始める。場所は世田谷区内の公民館などを借りて行われた。
2017年、世田谷区役所からの推薦を経て、同区内の大学の留学生向けの水墨画ワークショップを開催、好評を得る。(昭和女子大学、東京農工大学)。「せたがや国際メッセ」に参加、水墨画体験コーナーなど主催。
2018年、同区内の仏教寺院の満足院で定期クラスを開講。品川区国際友好協会の主催するイベントで留学生向けに水墨画体験を実施。「せたがや国際メッセ」に参加、水墨画体験コーナーなど主催。同年8月港区南青山に事務所を構える。
2019年、「せたがや国際メッセ」に参加、水墨画体験コーナーなど主催。MXTV「お江戸に恋して」の水墨画体験で、撮影協力およびTV出演。
定期クラス、また一日水墨画ワークショップの形式を通じて、子どもの水墨画にも取り組んでいる。
2019年、生徒有志と連歌の会を発足。江戸文化の研究のためであった。
2020年、YouTubeでの動画レッスン配信を開始。